# Гурбанбердиева, Майя Эзизовна
Майя Эзизовна Гурбанбердиева (род. 9 февраля 1999, Москва) — российская синхронистка, трёхкратная чемпионка мира, трёхкратная чемпионка Европы в микст-дуэте. Мастер спорта России международного класса (2016).

## Карьера
Воспитанница СШОР «МГФСО» Москомспорта. Начала заниматься синхронным плаванием в возрасте 4 лет у Анны Непотачевой. В 2008—2018 годах тренировалась под руководством Татьяны Апанасенко. С 2018 года с ней работает Гана Максимова.
- На первых Европейских играх 2015 г. первенствовала в группе и в комбинации[3].
- Двукратная чемпионка Европы 2016 г. среди юниоров
- Двукратная чемпионка мира 2016 г. среди юниоров
- Двукратная чемпионка Европы 2017 г. среди юниоров
- Шестикратная чемпионка России

В 2018 году стала выступать в соревнованиях смешанных дуэтов вместе с двукратным чемпионом мира Александром Мальцевым. На чемпионате Европы в Глазго они выиграли золотые медали как в технической так и в произвольной программе.
В июне 2019 года дуэт Майи Гурбанбердиевой и Александра Мальцева стал победителем Суперфинала серии FINA Artistic Swimming World Series 2019 в Будапеште. В июле того же года они завоевали золотые награды в обеих программах на чемпионате мира по водным видам спорта в Корее.
В мае 2021 года на чемпионате Европы по водным видам спорта, который проходил в Будапеште, Майя в паре с Александром Мальцевым одержала победу в технической программе микст-дуэтов, став трёхкратной чемпионкой континента. 
В июле 2025 года на чемпионате мира в Сингапуре выиграла золото в паре с Александром Мальцевым в технической программе микст-дуэтов. 

## Семья
Майя Гурбанбердиева имеет туркменские корни. Мама Майи Алла Гурбанбердиева — режиссёр на телеканале «Матч ТВ», а отец Эзиз Гурбанбердиев работает редактором новостей в телекомпании «Первый канал».